# Onde orographique
Pour les articles homonymes, voir onde (homonymie).

Diagramme du soulèvement orographique au-dessus d'une montagne et de l'onde qui est générée en aval. Des nuages sont créés dans les maxima de l'onde si l'air soulevé devient saturé comme en B.

Une onde orographique (ou onde de ressaut) est une forme d'onde de gravité atmosphérique qui se produit lorsqu'une masse d'air est forcée en altitude par son déplacement au-dessus d'un relief montagneux. Si l'environnement est stable, la masse d'air redescendra du côté aval de l'obstacle et entrera en oscillation autour d'une hauteur égale ou inférieure au sommet de celui-ci. Par contre, si l'air est instable, l'air continuera de s'élever, avec ou sans oscillation.  L'onde orographique est aussi connue sous les noms d'« onde de relief » et d'« onde de montagne ».

## Principe

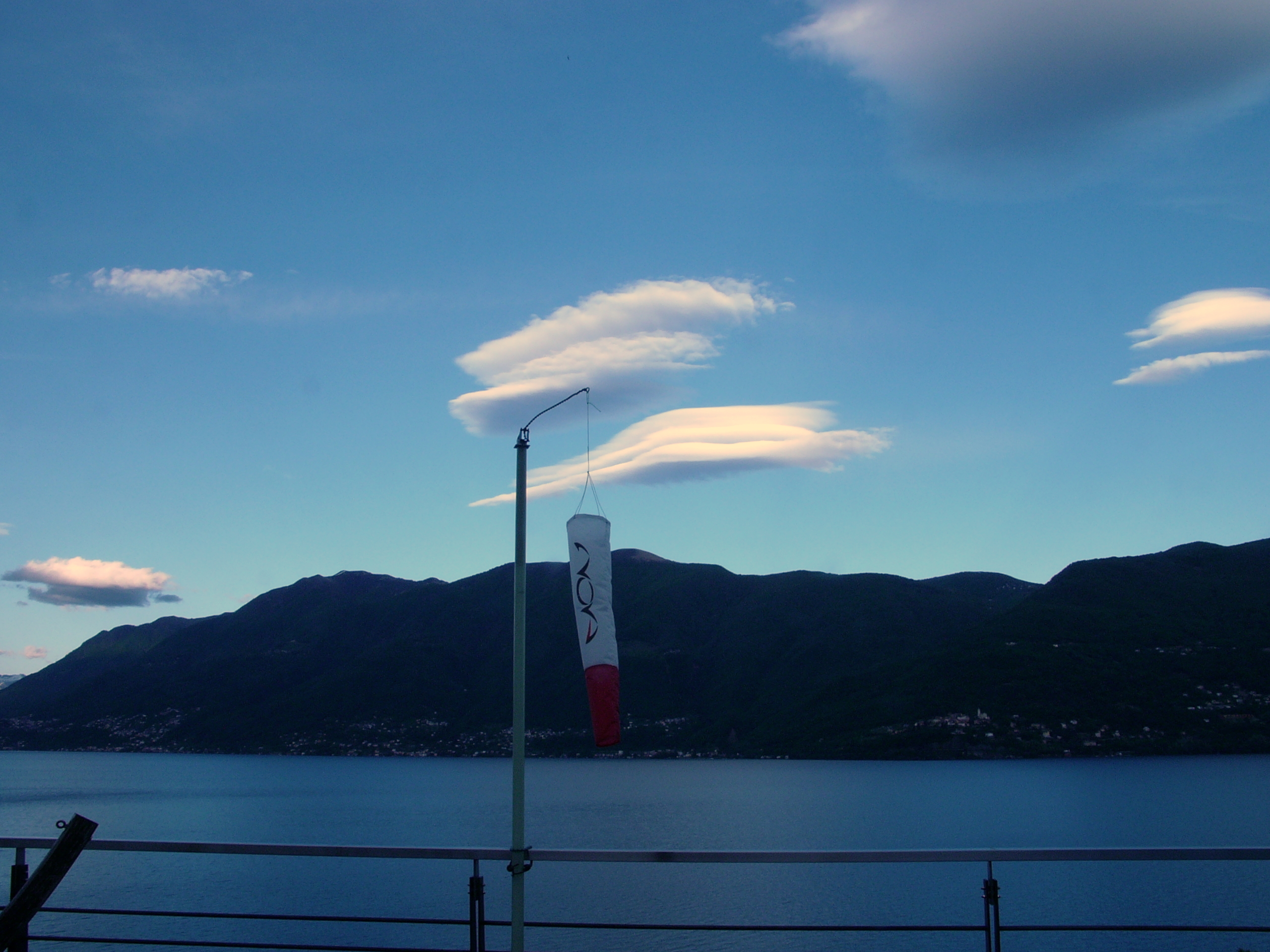
Nuages lenticulaires.

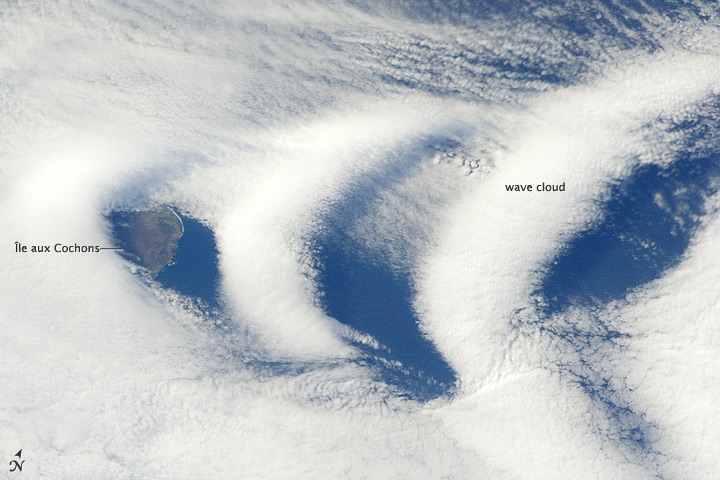
Sillage de Kelvin.

La parcelle d'air qui vient de passer au-dessus de l'obstacle est dotée d'un certain poids.  Elle est donc attirée vers le bas mais également soumise à la poussée d'Archimède qui l'attire vers le haut si sa densité devient inférieure à celle de l'environnement. Elle se comporte mécaniquement de la même façon qu'un poids suspendu à un ressort vertical repassant périodiquement au point d'équilibre. Comme la parcelle d'air a également un mouvement horizontal, les maxima et minima de l'onde sont étalés en aval de la montagne.
L'onde est stationnaire lorsque la vitesse du vent et le dimensionnement du relief satisfont à certaines contraintes physiques et topographiques. Son amplitude s'amortit alors à mesure que le flux d'air s'éloigne de l'obstacle franchi, mais elles peuvent néanmoins se manifester par un nombre généralement assez faible de « ventres » positifs, espacés horizontalement entre eux de 5 à 10 km parallèlement au relief. Par ailleurs, il n'est pas rare que ces ondes stationnaires se propagent verticalement (amplitude) jusqu'à de grandes hauteurs, au point de franchir le seuil de la stratosphère dans le cas d'importantes chaînes de montagnes, comme les Alpes. Elles sont alors une des causes possibles des turbulences en air clair.
Lorsque le vent synoptique traverse une chaîne de montagnes à peu près linéaire comme la Sierra Nevada, il se forme au-dessus de l'Owens Valley un train d'ondes parallèles à ladite chaîne qui sont matérialisées par des nuages de type lenticulaire parallèles à la chaîne de montagnes. Cependant lorsque le vent synoptique rencontre un pic isolé comme un volcan, il se forme un sillage de Kelvin qui ressemble à la traînée d'un bateau, comme le montre la photo ci-contre.
Ce sillage est lui aussi souvent matérialisé par des nuages lenticulaires.

## Modèle numérique
La modélisation numérique des ondes orographiques a initialement été proposée par Paul Queney puis a été reprise par Richard Scorer. Lorsque l'on suppose que la montagne est bidimensionnelle, le calcul des vitesses verticales w(x,z) peut souvent être effectué analytiquement. L'équation de Scorer modélisant ces ondes de ressaut est la suivante,, :
{\displaystyle {\partial ^{2}w(x,z) \over \partial x^{2}}+{\partial ^{2}w(x,z) \over \partial z^{2}}+\ell ^{2}w(x,z)=0}
où le paramètre de Scorer est {\displaystyle \ell ={N \over u_{0}}}
N est la fréquence de Brunt-Väisälä et u0 est la vitesse horizontale du vent synoptique.

### Hydrodynamique et stabilité
Le flux de la masse d'air pourrait être comparé à la circulation d'un liquide. On utilise le nombre de Froude atmosphérique
{\displaystyle Fr={U \over NW_{T}}}
où U est la vitesse horizontale du vent, N est la fréquence de Brunt-Väisälä et WT est l'épaisseur transversale de la montagne à mi-pente.
Une autre définition du nombre de Froude peut être la suivante :
{\displaystyle Fr={U \over Nh}}
où U est la vitesse horizontale du vent, N est la fréquence de Brunt-Väisälä et h est la hauteur de la montagne.
Comme il a été démontré dans la boîte déroulante de l'article  fréquence de Brunt-Väisälä, l'air ne pourra franchir l'obstacle que si le nombre de Froude est plus grand que 1 et dans le cas contraire on fera face à un phénomène de blocage en amont. 
Dans la théorie de l'hydrodynamique, un nombre de Froude plus grand que 1 engendre un phénomène de ressaut hydraulique qui pourrait être potentiellement extrêmement dangereux pour les aéronefs. Il a été observé des phénomènes de rotors qui semblaient être des ressauts hydrauliques. Toutefois, Il n'est pas clair que la théorie hydrodynamique puisse s'appliquer telle quelle aux ondes gravité comme certaines études semblent montrer.
On note en outre que si la fréquence de Brunt-Väisälä est imaginaire c'est-à-dire que la température potentielle décroît avec l'altitude (ou de manière équivalente que l'atmosphère est instable), les ondes orographiques ne peuvent pas se former. C'est pourquoi les ondes orographiques se manifestent principalement la nuit ou tôt le matin ou tard dans l'après-midi quand l'air est stable.
Lorsque l'air est instable, la présence d'obstacles va favoriser la formation de fortes ascendances en amont de la montagne et l'on sera en présence de nuages convectifs pouvant provoquer des averses voire des orages.

## Effets

### Nuages
En gagnant de l'altitude, la masse d'air prend de l'expansion et se refroidit par détente adiabatique. Ce refroidissement entraîne une augmentation de l'humidité relative et peut atteindre la saturation. Si cela se produit, on voit l'apparition de nuages ou de précipitations tant en amont du sommet de l'obstacle, qu'en aval de celui dans les régions de maxima de l'onde. Trois types de nuages sont généralement associés aux ondes orographiques :
- nuages de sommet (en capuchon) ;
- nuages lenticulaires ;
- allée de tourbillons de Karman.

Dans les zones descendantes de l'onde, l'air se réchauffe et l'humidité relative passe sous la saturation ce qui y dégage le ciel. On a alors une situation d'effet de foehn.

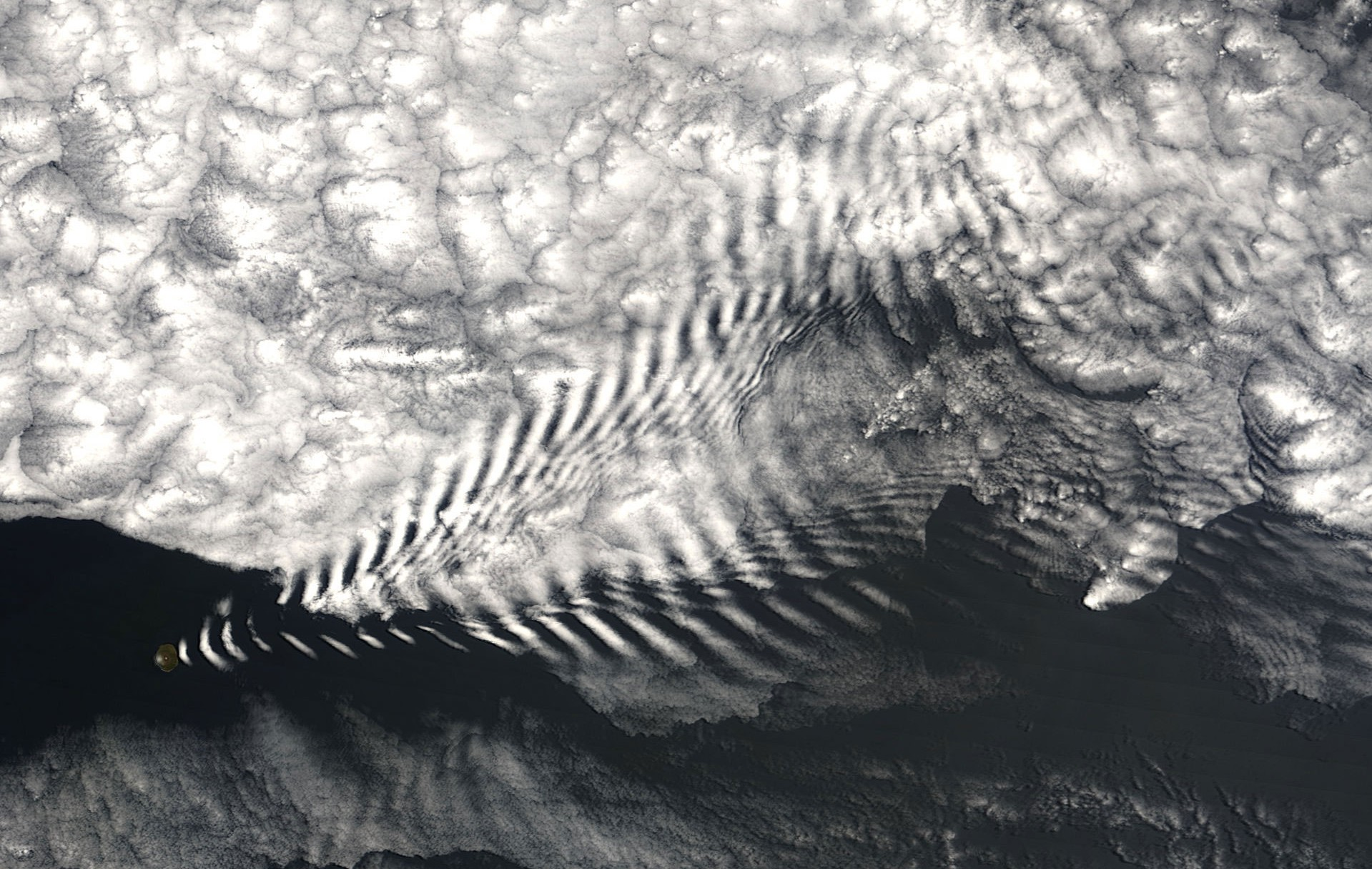
Vue par satellite météorologique de nuages en bandes formés dans une onde orographique
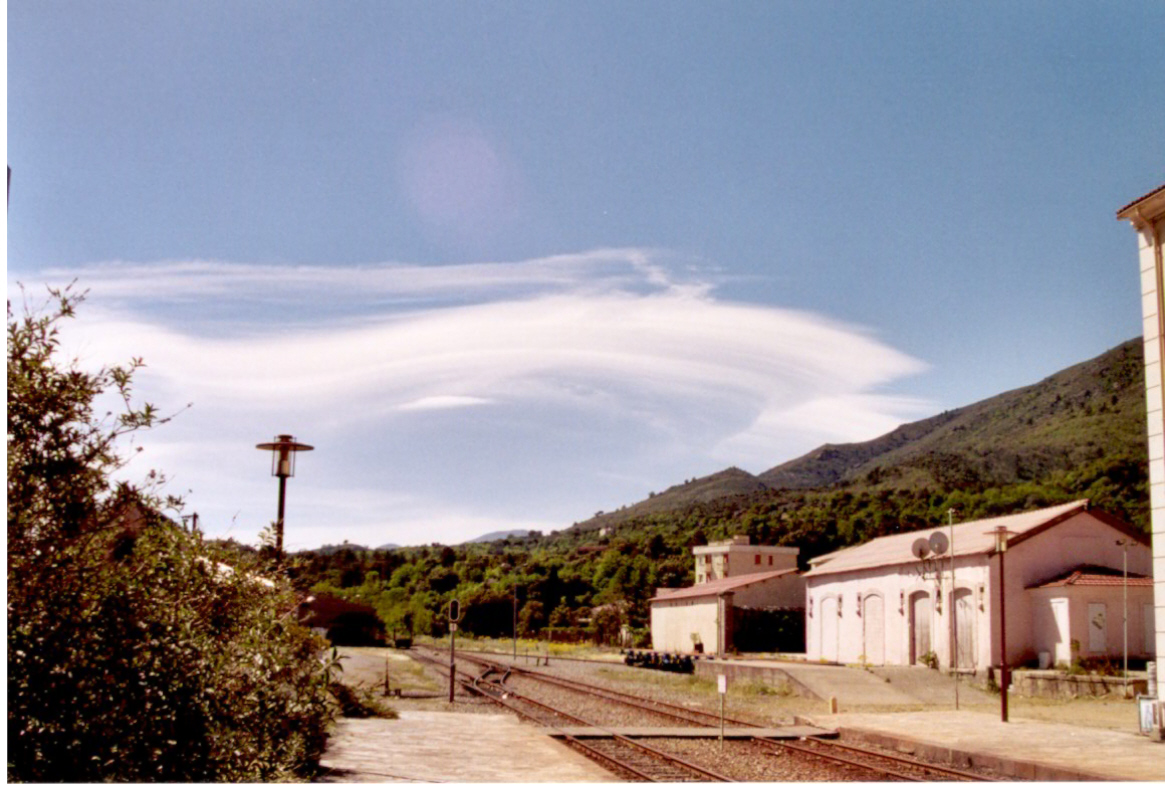
Nuage d'onde orographique visible au-dessus des montagnes corses depuis la gare de Corte
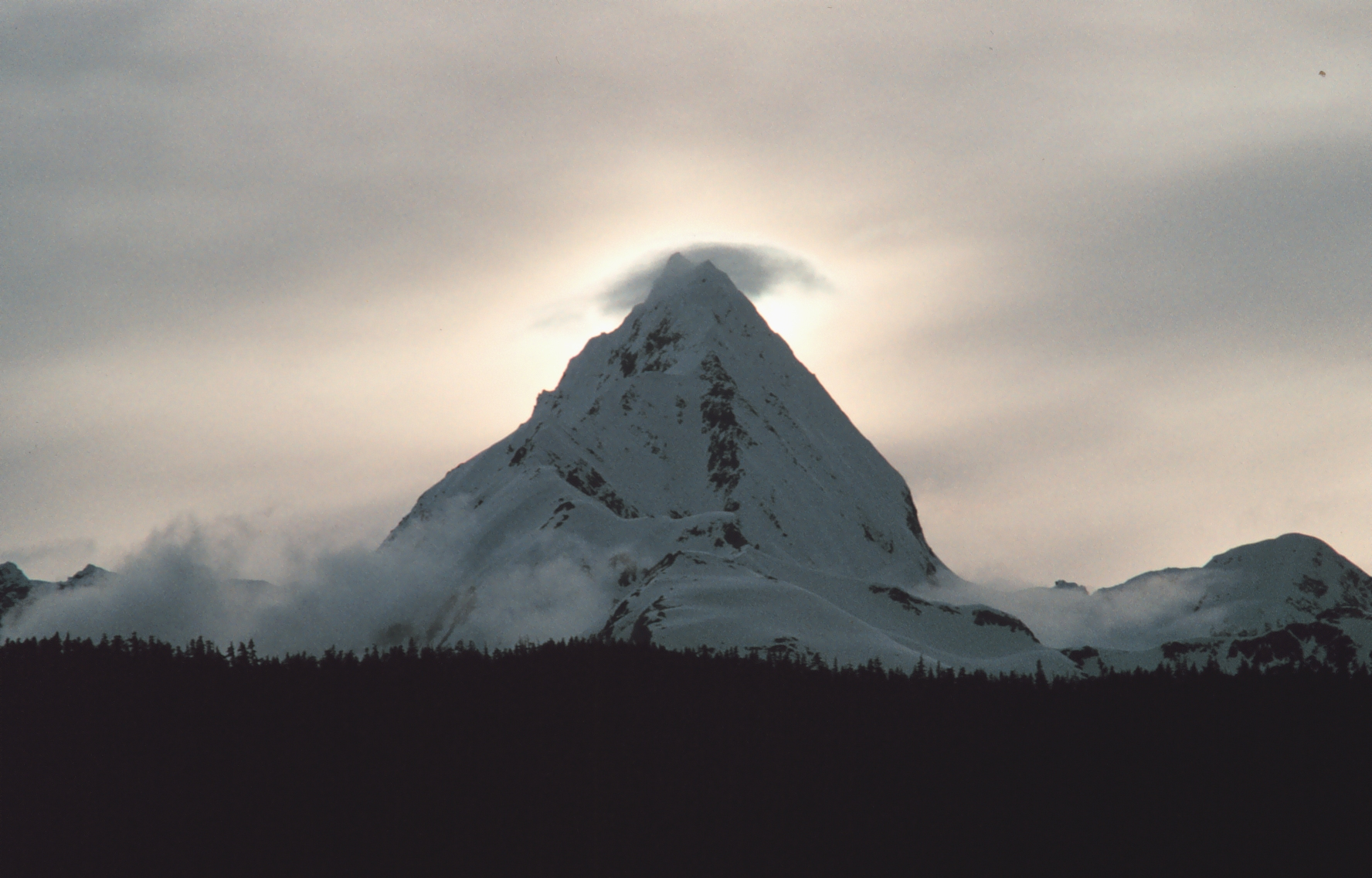
Nuage de sommet observé en Alaska
Nuage lenticulaire surplombant le mont Washington, New Hampshire, É.-U.
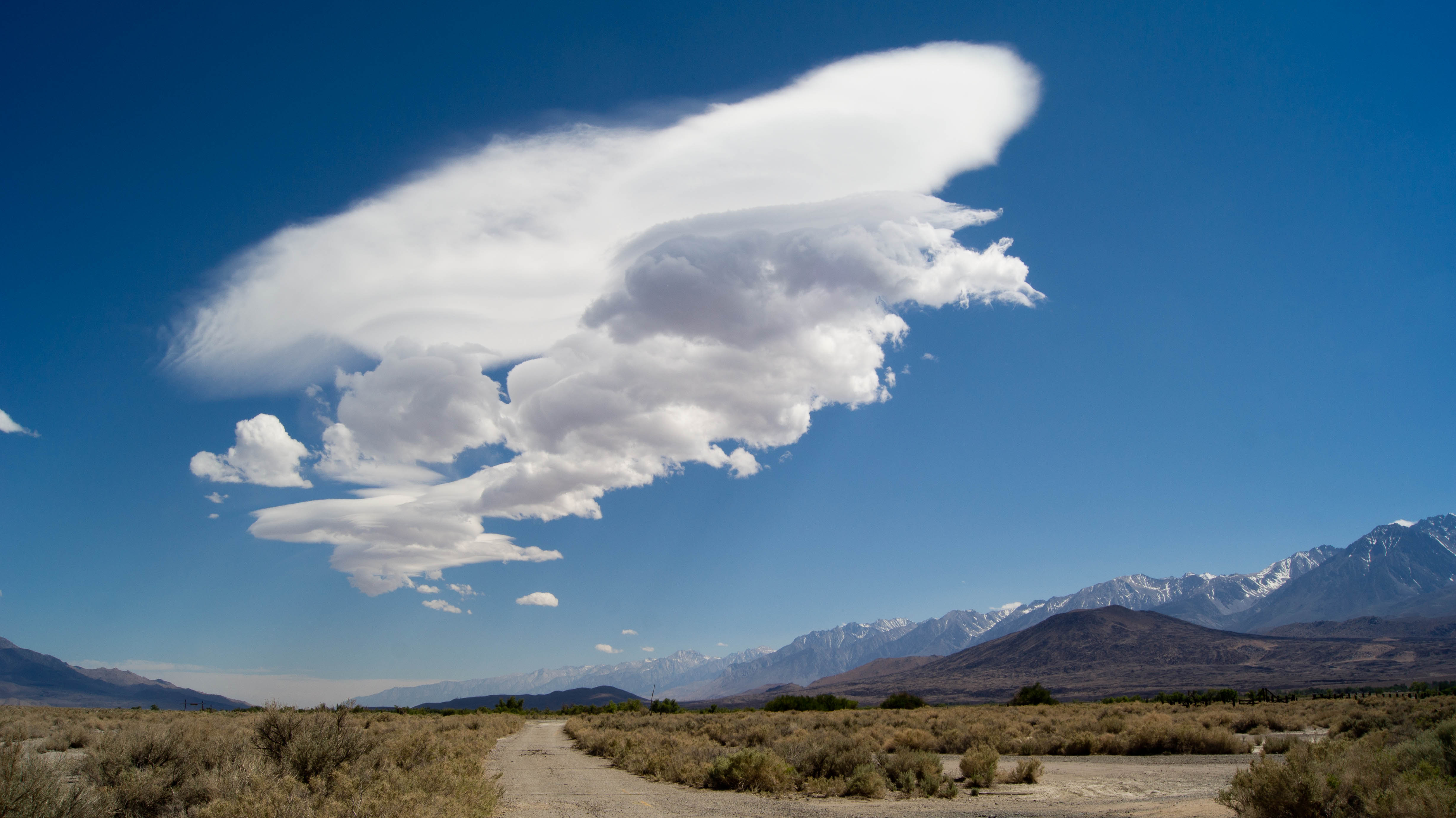
Système ondulatoire/rotor dans la vallée d'Owens (Californie)

### Vol à voile
Les ondes orographiques permettent aux planeurs de prendre de l'altitude à chacune des phases ascendantes de l'air. Ceci permet de faire du vol à voile sur de très grandes distances. Le record du monde de distance (3 009 km) a été établi en Argentine par Klaus Ohlmann  en utilisant les ondes de ressaut générées par la chaîne des Andes. Toutefois, sous les ondes de ressaut, il existe à proximité du sol, une zone de très fortes turbulences associées à des rotors qui peuvent briser un aéronef. Ces rotors sont matérialisés par des pseudo-cumulus qui sont extrêmement déchiquetés. Les turbulences associées à ces rotors peuvent être plus violentes qu'à l'intérieur d'un cumulonimbus. Autant les planeurs peuvent, sous certaines conditions, exploiter les rotors, autant les autres avions se doivent d'éviter ces rotors. L'ascension se fera en amont du nuage de rotor. Les ascendances associées aux rotors se comportent comme des ascendances thermiques fixes qui sont très puissantes et très étroites. Le planeur devra en permanence ouvrir la spirale du côté du vent et fermer le virage sous le vent. Lorsque le planeur contacte la couche laminaire, le planeur va être soumis à de très fortes turbulences pendant un laps de temps très bref (due à une instabilité de Kelvin-Helmholtz)
puis les turbulences deviennent quasi inexistantes et le pilote a alors l'impression de voler dans de l'huile tandis que le variomètre semble être déréglé.
Il indique alors une vitesse d'ascension de plusieurs mètres par seconde (à Minden les vitesses ascensionnelles peuvent dépasser les 10 m/s) alors que c'est apparemment le calme plat. Il peut souvent être bloqué en montée. Le planeur est simplement placé dans la zone ascendante de l'onde de gravité. Ce même phénomène est utilisé par les oiseaux.

### Aviation à moteur
Contrairement aux pilotes de planeur qui savent exploiter les ondes orographiques et qui vont effectuer des vols hors-norme comme il a été montré plus haut, les pilotes d'avion à moteur ont souvent une compréhension très parcellaire des ondes orographiques comme il est expliqué dans le Aeronautical Information Manual publié par la FAA. Ainsi, est dit :
« Many pilots go all their lives without understanding what a mountain wave is. Quite a few have lost their lives because of this lack of understanding. » (« Beaucoup de pilotes volent toute leur vie sans comprendre ce qu'est une onde orographique. Un bon nombre d'entre eux ont perdu la vie à cause de cette incompréhension. »)
C'est pourquoi la FAA considère que les ondes orographiques sont un danger pour l'aviation générale et un atout pour les vélivoles. En effet dans la référence,
la FAA explique aux pilotes de planeur comment exploiter ces ascendances.
De nombreux accidents ont été causés par les ondes orographiques lors de vol aux instruments. Le scénario est le suivant : un avion vole vers l'ouest et a pour consigne de respecter une altitude assignée (disons de 12 000 pieds). Il se dirige vers les Montagnes Rocheuses avec un fort vent d'ouest. En aval des montagnes, il est donc en présence d'ondes orographiques. Lorsque l'avion approche le premier ressaut, il se retrouve dans la zone ascendante de l'onde qui peut être de l'ordre de 30 nœuds. Dans le but de respecter sa consigne d'altitude, il réduit le moteur et utilise ses volets pour dégrader les performances de l'avion. Ensuite, lorsqu'il va contacter la descendance, il sera dans un courant descendant de 30 nœuds avec un moteur à fond n'engendrant que 5 à 6 nœuds de vitesse verticale. et il ne pourra plus maintenir l'altitude assignée de 12 000 pieds : il va descendre à 24 nœuds. Il va donc finalement s'écraser contre les montagnes. C'est pourquoi il est suggéré d'assigner aux avions un « bloc d'altitude » et non une consigne d'altitude et de laisser l'avion monter dans la phase ascendante pour pouvoir compenser par la suite.
Ainsi, un avion Piper Malibu s'est-il écrasé le 9 janvier 2011 dans les monts Sangre de Cristo à la suite de très violentes ondes orographiques. L'aéronef a perdu 1 400 pieds en 19 secondes ce qui fait une vitesse de chute de 22 m/s. Il a ensuite regagné 1 600 pieds en 20 secondes ce qui fait une vitesse ascensionnelle de 24 m/s. Il s'est finalement écrasé dans une forêt à 2 967 mètres d'altitude. Un tel exemple montre qu'un avion à moteur ne peut pas contrecarrer de telles forces de la nature et devrait au contraire les exploiter de la même manière que les planeurs.
En outre, les avions à moteur passant dans une zone d'ondes orographiques voient leur vitesse augmenter dans les zones en ascension et diminuer dans celle en descente ce qui rend le contrôle d'altitude ou de vitesse difficile et peut mener à un décrochage de l'appareil si les variations sont mal compensées.

## Autres types d'ondes atmosphériques

### Cisaillement

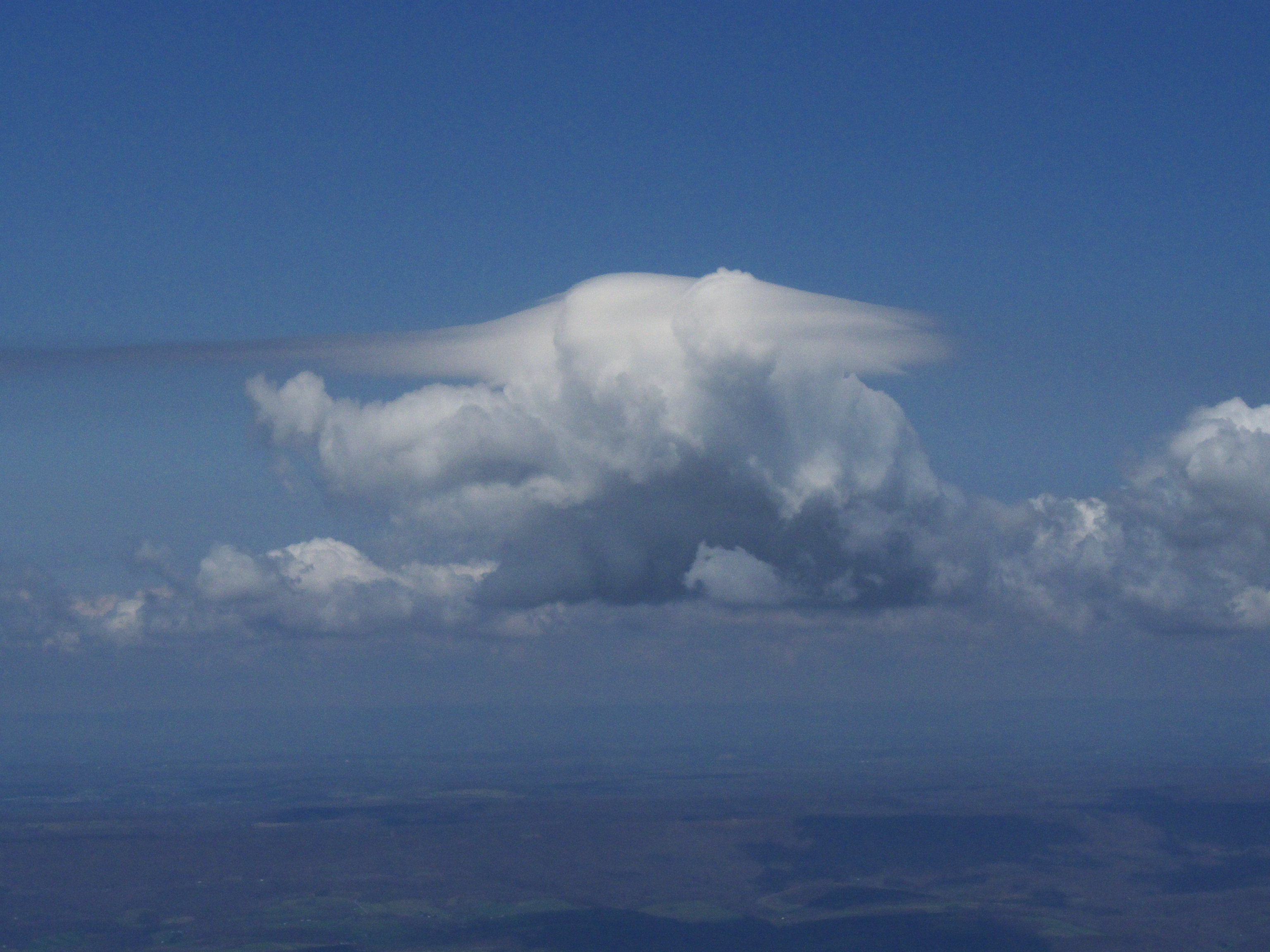
Onde thermique matérialisée par un pileus et un cumulus fractus en crochet.

Les cisaillements peuvent aussi engendrer des ondes atmosphériques. Ces ondes sont souvent marquées par des altocumulus (ou cirrocumulus) en forme de rouleaux ou de galets qui peuvent annoncer un changement de temps. Ces ondes sont réputées ne pas être exploitables par les planeurs. Elles peuvent se produire lorsqu'une inversion de température sépare deux masses d'air se déplaçant dans des directions différentes.Lorsqu'on est en présence d'ascendances thermiques provenant du sol et qu'au niveau de la couche d'inversion on est en présence d'un changement important de la direction du vent, des ondes de gravité d'amplitude relativement importante vont se former à l'aval des cumulus qui seront utilisables par les pilotes de planeur,. Ces ondes sont souvent marquées par des pileus au sommet des cumulus qui ont une forme en crochet caractéristique. Ces ondes se forment avec une probabilité de 65 % à 90 % lorsque le cisaillement excède 3 m/s / km (ou 0.003 Hz).

### Ondes de gravité associées à des orages
Les rafales descendantes engendrées par des cumulonimbus peuvent engendrer des ondes de gravité loin en avant des orages,. Ces ondes de gravité peuvent se faire sentir jusqu'à 50 kilomètres et dans certains cas jusqu'à plusieurs centaines de kilomètres. Un orage violent engendrant ces ondes de gravité situé à plus de 40 kilomètres (suivant les recommandations de la Federal Aviation Administration) ne devrait pas affecter la sécurité de ces aéronefs. Ces ondes de gravité peuvent être modélisées de la même manière que les ondes orographiques et peuvent être exploitables par un pilote de planeur, de deltaplane ou de parapente.

### Ondes associées à un front froid
Un front froid est souvent matérialisé par une ligne de grains qui se comporte comme un obstacle à la circulation des vents. De la même manière que pour les montagnes, si l'air est stable en aval du front (ce qui est généralement le cas), des ondes de ressaut vont se produire. Ces ondes peuvent se propager jusqu'à 100 voire 500 km en aval du front. Ces ondes se formeront particulièrement lorsque la progression du front est ralentie par une chaîne de montagnes comme les Montagnes Rocheuses.